# Gelbison Cilento Vallo della Lucania
El Gelbison Cilento Vallo della Lucania es un club de fútbol de Italia, con sede en Vallo della Lucania, en la región de Campania. Fue fundado en 1956 y compite en la Serie D, cuarta categoría del fútbol italiano.

## Historia
Fue fundado en el año 1956 con el nombre Polisportiva Gelbison, nombre basado en el cercano Monte Gelbison (o Monte Sacro), pasando sus primeros años de existencia en las divisiones regionales hasta ascender a la Promozione en 1973, donde estuvo la mayor parte de los siguientes 20 años hasta que asciende a la Eccellenza para el año 1991.
En 2007 logra por primera vez el ascenso a la Serie D en la que juega por dos temporadas para descender en 2009. En 2011 pasa a llamarse Associazione Sportiva Dilettantistica Gelbison Vallo della Lucania y regresa a la Serie D luego de adquirir los derechos del A.S.D. Serre Alburni, donde está por 11 temporadas hasta que en 2022 logra por primera vez el ascenso a la Serie C y su primera temporada como equipo profesional.

## Palmarés

### Torneos interregionales
- Serie D (1): 2021-22 (Grupo I)

### Torneos regionales
- Eccellenza Campania (1): 2006-07 (Grupo B)
- Prima Categoria Campania (3): 1972-73, 1977-78, 1984-85
- Seconda Divisione Campania (1): 1958-59